# Trezè (heroi)
Segons la mitologia grega, Trezè (en grec antic: Τροιζήν, llatí: Troezen) va ser l'heroi epònim de la ciutat homònima, situada al golf Sarònic.
Segons la tradició local, era fill de Pèlops i d'Hipodamia, i germà de Piteu. Piteu i Trezè van emigrar al golf Sarònic, i van fer cap a una ciutat on regnava Eci. Tots tres van ocupar el tron conjuntament. Trezè va tenir dos fills, Anaflist i Esfet, que van emigrar de grans a l'Àtica.
En la història d'Evopis i Dimetes, narrada per Parteni de Nicea, Trezè és el germà de Dimetes i el pare d'Evopis.